# Campeonato Mundial de Judo de 1997
El XXIII Campeonato Mundial de Judo se celebró en París (Francia) entre el 9 y el 12 de octubre de 1997 bajo la organización de la Federación Internacional de Judo (IJF) y la Federación Francesa de Judo. 
Las competiciones se realizaron en el Palais Omnisports de Paris-Bercy. 

## Medallistas

### Masculino
| Evento            | Oro                         | Plata                         | Bronce                                                              |
| ----------------- | --------------------------- | ----------------------------- | ------------------------------------------------------------------- |
| –60 kg            | Tadahiro Nomura Japón       | Guiorgui Revazishvili Georgia | Fúlvio Miyata · Brasil · Cédric Taymans · Bélgica                   |
| –65 kg            | Kim Hyuk Corea del Sur      | Larbi Benboudaoud Francia     | Victor Bivol Moldavia Guiorgui Vazagashvili Georgia                 |
| –71 kg            | Kenzo Nakamura Japón        | Christophe Gagliano Francia   | Guilherme Bentes Portugal Vsevolods Zeļonijs Letonia                |
| –78 kg            | Cho In-Chul Corea del Sur   | Djamel Bouras Francia         | Kwak Ok-Chol · Corea del Norte · Patrick Reiter · Austria           |
| –86 kg            | Jeon Ki-Young Corea del Sur | Marko Spittka · Alemania      | Michele Monti · Italia · Brian Olson · Estados Unidos               |
| –95 kg            | Paweł Nastula · Polonia     | Aurélio Miguel · Brasil       | Ghislain Lemaire Francia Yoshio Nakamura Japón                      |
| +95 kg            | David Douillet Francia      | Shinichi Shinohara Japón      | Pan Song · China · Tamerlan Tmenov · Rusia                          |
| Categoría abierta | Rafał Kubacki · Polonia     | Yoshiharu Makishi Japón       | Harry Van Barneveld · Bélgica · Dennis van der Geest · Países Bajos |

### Femenino
| Evento            | Oro                                 | Plata                               | Bronce                                                          |
| ----------------- | ----------------------------------- | ----------------------------------- | --------------------------------------------------------------- |
| –48 kg            | Ryoko Tamura Japón                  | Amarilis Savón · Cuba               | Monika Kurath · Suiza · Pae Dong-Suk · Corea del Norte          |
| –52 kg            | Marie-Claire Restoux Francia        | Kye Sun-Hui Corea del Norte         | Nicole Flagothier · Bélgica · Hyun Sook-Hee · Corea del Sur     |
| –56 kg            | Isabel Fernández Gutiérrez · España | Driulis González Morales · Cuba     | Magali Baton Francia Chiyori Tateno Japón                       |
| –61 kg            | Séverine Vandenhende Francia        | Gella Vandecaveye · Bélgica         | Sara Álvarez Menéndez · España · Jung Sung-Sook · Corea del Sur |
| –66 kg            | Kate Howey Reino Unido              | Anja von Rekowski · Alemania        | Cho Min-Sun · Corea del Sur · Emanuela Pierantozzi · Italia     |
| –72 kg            | Noriko Anno Japón                   | Diadenis Luna Castellano · Cuba     | Edinanci Silva · Brasil · Ulla Werbrouck · Bélgica              |
| +72 kg            | Christine Cicot Francia             | Miho Ninomiya Japón                 | Beata Maksymow · Polonia · Sun Fuming · China                   |
| Categoría abierta | Daima Beltrán Guisado · Cuba        | Raquel Barrientos Espinosa · España | Miho Ninomiya Japón Yuan Hua China                              |

## Medallero
| Núm. | País            | Oro | Plata | Bronce | Total |
| ---- | --------------- | --- | ----- | ------ | ----- |
| 1    | Japón           | 4   | 3     | 3      | 10    |
| 2    | Francia         | 4   | 3     | 2      | 9     |
| 3    | Corea del Sur   | 3   | 0     | 3      | 6     |
| 4    | Polonia         | 2   | 0     | 1      | 3     |
| 5    | Cuba            | 1   | 3     | 0      | 4     |
| 6    | España          | 1   | 1     | 1      | 3     |
| 7    | Reino Unido     | 1   | 0     | 0      | 1     |
| 8    | Alemania        | 0   | 2     | 0      | 2     |
| 9    | Bélgica         | 0   | 1     | 4      | 5     |
| 10   | Brasil          | 0   | 1     | 2      | 3     |
| 10   | Corea del Norte | 0   | 1     | 2      | 3     |
| 12   | Georgia         | 0   | 1     | 1      | 2     |
| 13   | China           | 0   | 0     | 3      | 3     |
| 14   | Italia          | 0   | 0     | 2      | 2     |
| 15   | Austria         | 0   | 0     | 1      | 1     |
| 15   | Estados Unidos  | 0   | 0     | 1      | 1     |
| 15   | Letonia         | 0   | 0     | 1      | 1     |
| 15   | Moldavia        | 0   | 0     | 1      | 1     |
| 15   | Países Bajos    | 0   | 0     | 1      | 1     |
| 15   | Portugal        | 0   | 0     | 1      | 1     |
| 15   | Rusia           | 0   | 0     | 1      | 1     |
| 15   | Suiza           | 0   | 0     | 1      | 1     |
|      | TOTAL           | 16  | 16    | 32     | 64    |